# North Adams
North Adams es una villa ubicada en el condado de Hillsdale en el estado estadounidense de Míchigan. En el Censo de 2010 tenía una población de 477 habitantes y una densidad poblacional de 355,54 personas por km².

## Geografía
North Adams se encuentra ubicada en las coordenadas 41°58′15″N 84°31′31″O / 41.97083, -84.52528. Según la Oficina del Censo de los Estados Unidos, North Adams tiene una superficie total de 1.34 km², de la cual 1.34 km² corresponden a tierra firme y (0%) 0 km² es agua.

## Demografía
Según el censo de 2010, había 477 personas residiendo en North Adams. La densidad de población era de 355,54 hab./km². De los 477 habitantes, North Adams estaba compuesto por el 98.11% blancos, el 0% eran afroamericanos, el 0.42% eran amerindios, el 0.42% eran asiáticos, el 0% eran isleños del Pacífico, el 0.21% eran de otras razas y el 0.84% pertenecían a dos o más razas. Del total de la población el 0.21% eran hispanos o latinos de cualquier raza.